# الن نیکولایسن
الن نیکولایسن (به انگلیسی: Ellen Nikolaysen) (زاده ۱۰ دسامبر ۱۹۵۱) خواننده نروژی است.
او نماینده نروژ در یوروویژن ۱۹۷۵ بود.